# 青木萌
青木 萌（あおき もえ、1993年5月4日 - ）は、日本の女優。愛知県名古屋市出身。

## 略歴・人物
幼少期よりクラシックバレエ、ダンス、声楽、ピアノを学ぶ。
3歳の頃、母親に連れられ観劇したミュージカルをきっかけに舞台女優を志す。
名古屋市立菊里高等学校音楽科声楽専攻卒業。
国立音楽大学演奏学科声楽専修卒業。大学卒業後、ニューヨークへの留学を経て、ミュージカル、ストレートプレイ、オペラ、ダンス公演など多岐に渡るジャンルの舞台・映像作品に出演。
女優の他、歌手、ダンサーとして幅広いジャンルで活動。

## 出演

### 舞台
- Iwaki Ballet Company「ドン・キホーテ」（2013年10月）
- ミュージカル「美女と野獣」（2017年11月、パシフィコ横浜 国立大ホール）
- チャイロイプリン
  - 「BALLO〜ロミオとジュリエット〜」（2017年12月）
  - 踊る童話「THE GIANT PEACH ザ ジャイアント ピーチ」（2018年8月）
  - 「TIC-TAC〜ハムレット〜」（2019年1月）
- ミュージカル「Woman 〜源氏物語より〜」（2018年4月）
- 劇団6番シード「TRUSH」（2018年5月）
- ミュージカル座「アワード」（2018年10月）
- コンドルズ 可能性の獣たち「桜の樹の下には」（2019年3月）
- ミュージカル「舞台に立ちたい」（2019年4月）
- 全国共同制作オペラ 歌劇「La traviata 椿姫」（2020年2月）
- ニブロール
  - 「積極的な一日を」（2020年8月）
  - 「距離のない旅」（2022年7月）
- THE LEGEND
  - 「歳三を愛した女」（2021年6月）
  - 「本能寺が燃える」（2021年11月）
- 戦国オペラ「本能寺が燃える」（2022年6月）
- 幕末オペラ新撰組外伝「歳三を愛した女 全国ツアー2022」（2022年7月 - 8月）

### その他
- NHK交響楽団 ベートーヴェン「第九」演奏会（2014年12月）
- Fantasia song show ヴォーカルライヴ（2017年9月）
- 身体表現研究会（2021年9月、G screw）
- 大地の祭典 妻有トリエンナーレ ニブロール「距離のない旅」（2022年10月）
- Like Attracts Like - 企画・プロデュース・出演（2023年3月、COTTON CLUB）
- サザンオールスターズ 茅ヶ崎ライブ2023（2023年10月）